# Dialekt lummi
Dialekt lummi – dialekt języka cieśninnego z grupy salisz używany przez Indian Lummi. Zamieszkują oni północno-zachodnią część stanu Waszyngton. Dialekt ten jest zagrożony wymarciem. W 2007 mówiło nim około 20 osób.